# (20832) Santhikodali
(20832) Santhikodali est un astéroïde de la ceinture principale d'astéroïdes.

## Description
(20832) Santhikodali est un astéroïde de la ceinture principale d'astéroïdes. Il fut découvert le 24 octobre 2000 à Socorro (Nouveau-Mexique) par le projet LINEAR. Il présente une orbite caractérisée par un demi-grand axe de 2,78 UA, une excentricité de 0,14 et une inclinaison de 5,2° par rapport à l'écliptique.

## Compléments